# 比瑟姆
比瑟姆（荷蘭語：Bussum）是位於荷蘭北荷蘭省的一個旧市镇。2014年時擁有32,731人口，面積為8.15平方公里。
比瑟姆于2016年1月1日与默伊登、纳尔登合并为新市镇“霍伊湖镇”